# Ortbrock
Ortbrock ist ein Ortsteil  der Gemeinde Beckeln, die zur Samtgemeinde Harpstedt im niedersächsischen Landkreis Oldenburg gehört. 
Der Ort liegt südwestlich des Kernortes Harpstedt und nordwestlich des Kernortes Beckeln. Die Delme, ein rechtsseitiger Nebenfluss der Ochtum, fließt östlich des Ortes. Unweit westlich verläuft die Kreisstraße K 5. 

## Sehenswürdigkeiten
- In der Liste der Baudenkmale in Beckeln ist für Ortbrock ein Baudenkmal aufgeführt: Der Speicher (Ortbrock 8) ist ein zweigeschossiges Fachwerkhaus von wohl um 1800 bis 1820.
- In der Liste der Naturdenkmale in Harpstedt ist für Ortbrock kein Naturdenkmal aufgeführt.